# USS Newport News (CA-148)
USS Newport News (CA–148) là một tàu tuần dương hạng nặng của Hải quân Hoa Kỳ thuộc lớp Des Moines được đưa ra hoạt động sau Chiến tranh Thế giới thứ hai. Nó đã phục vụ tại Đại Tây Dương và Địa Trung Hải, từng góp mặt trong Chiến tranh Việt Nam cho đến khi ngừng hoạt động vào năm 1975 và bị tháo dỡ vào năm 1993.

## Thiết kế và chế tạo
Là chiếc tàu chiến thứ hai của Hải quân Mỹ được đặt tên theo thành phố Newport News thuộc tiểu bang Virginia, nó được đặt lườn vào ngày 1 tháng 11 năm 1945 bởi hãng Newport News Shipbuilding and Dry Dock Company tại Newport News, Virginia. Con tàu được hạ thủy vào ngày 6 tháng 3 năm 1948; được đỡ đầu bởi Bà Homer L. Ferguson; và được đưa ra hoạt động vào ngày 29 tháng 1 năm 1949 dưới quyền chỉ huy của Thuyền trưởng, Đại tá Hải quân Roland N. Smoot. Nó là chiếc tàu nổi đầu tiên được trang bị máy điều hòa không khí của Hải quân Hoa Kỳ.

## Lịch sử hoạt động

### 1950-1962
Ngoài những đợt bố trí hàng năm đến Địa Trung Hải trong giai đoạn từ năm 1950 đến năm 1961 để hoạt động cùng Đệ Lục hạm đội, Newport News còn tham gia các cuộc tập trận hạm đội cùng các chuyến đi huấn luyện tại vùng biển Caribbe và Tây Đại Tây Dương. Vào đầu tháng 9 năm 1957, Newport News thường trực tại khu vực Đông Địa Trung Hải phòng hờ cho mọi bất ngờ trong vụ khủng hoảng tại Syria. Vào tháng 3 năm 1960, trong khi di chuyển cách 75 hải lý về phía Đông Bắc Sicilia, Newport News được lệnh đi đến Agadir, Morocco để giúp đỡ những người sống sót tại thành phố bị một trận động đất tàn phá này. Di chuyển khoảng đường 1.225 hải lý trong 40,5 giờ với vận tốc trung bình 31 knot, nó đến nơi vào ngày 3 tháng 3 để trợ giúp y tế và hàng cứu trợ. Cùng với việc ám sát Rafael Trujillo và hậu quả mất ổn định diễn ra tại Santo Domingo thuộc nước Cộng hòa Dominico, Newport News lên đường theo lệnh báo động vào ngày 4 tháng 6 năm 1961, và thường trực tại vùng biển quốc tế ngoài khơi đảo quốc này chờ đợi những mệnh lệnh tiếp theo. Khi cuộc khủng hoảng lắng dịu, con tàu quay trở về Norfolk sau khi tiến hành các cuộc tập dượt huấn luyện ngoài khơi Puerto Rico.
Tiện nghi nghỉ ngơi và liên lạc trên Newport News được cải tiến trong mùa Đông năm 1962 để có thể đón nhận tư lệnh hạm đội cùng bộ tham mưu của ông. Vào tháng 8 năm 1962, nó tham gia cuộc tập trận Riptide III của khối NATO, và sau khi kết thúc, thực hiện chuyến đi kéo dài một tháng đến các cảng Bắc Âu như là soái hạm của Hải đội Hoa Kỳ trực thuộc lực lượng NATO.
Trong vòng một tháng sau khi quay trở về Norfolk, Newport News lại lên đường vào ngày 22 tháng 10 cùng với các đơn vị khác của Hạm đội Đại Tây Dương tiến hành phong tỏa Cuba trong vụ Khủng hoảng tên lửa tại đây. Cùng với tàu khu trục Leary, nó đã ngăn chặn con tàu Xô-viết Labinsk. Trong vai trò soái hạm của Đệ Nhị hạm đội, nó tham gia tuần tra khu vực Đông Bắc Cuba; và khi các tên lửa đạn đạo tầm trung của Liên Xô được tháo dỡ và di chuyển khỏi hòn đảo này, Newport News đã hỗ trợ trong việc giám sát. Khi việc cách ly Cuba được hủy bỏ, nó quay trở về cảng nhà Norfolk một ngày trước lễ Tạ ơn.

### 1963-1967
Những hoạt động từ năm 1963 đến năm 1967 chủ yếu bao gồm các cuộc tập trận của khối NATO tại Bắc Đại Tây Dương, thực hành tác xạ và đổ bộ ngoài khơi bờ Đông Hoa Kỳ và tại vùng biển Caribbe cùng các chuyến đi huấn luyện học viên mới. Khi khủng hoảng lại nổ ra tại Cộng hòa Dominico vào năm 1965, Newport News khởi hành từ Norfolk vào ngày 29 tháng 4 đi đến Santo Domingo, nơi nó đóng vai trò soái hạm cho Tư lệnh Lực lượng Đặc nhiệm Hỗn hợp 122. Nó tiếp tục thường trực ngoài khơi Santo Domingo cho đến ngày 7 tháng 5 năm 1965 khi Lực lượng Đặc nhiệm 122 được giải tán và việc chỉ huy được chuyển cho lực lượng Lục quân trên bờ tại Dominico.
Newport News quay trở về Norfolk, và vào ngày 28 tháng 6 năm 1965 nó đi vào Xưởng hải quân Norfolk tại Portsmouth, Virginia cho một đợt đại tu và tái trang bị kéo dài năm tháng. Việc chạy thử máy được tiến hành tại vịnh Guantánamo, Cuba ngay trong dịp lễ Giáng sinh và năm mới 1966. Sau khi quay trở về Gitmo, một lần nữa nó lại đảm nhiệm vai trò soái hạm cho Đệ Nhị hạm đội dưới quyền chỉ huy của Phó đô đốc Kleber S. Masterson.

### Chiến tranh Việt Nam
Ngày 1 tháng 9 năm 1967, Tư lệnh Đệ Nhị hạm đội chuyển cờ hiệu của mình sang chiếc tàu tuần dương hạng nhẹ Springfield, và Newport News rời Norfolk vào ngày 5 tháng 9 cho một chuyến đi kéo dài sáu tháng đến Đông Nam Á. Đi đến Đà Nẵng, Nam Việt Nam sáng ngày 9 tháng 10, nó trở thành soái hạm của Phân hạm đội Tuần dương-Khu trục 3. Ngay đêm đó, lúc 23 giờ 00, với mật danh vô tuyến mới "Thunder", nó bắn những phát đạn pháo 8 inch lần đầu tiên xuống các mục tiêu trên bờ tại Bắc Việt Nam như một phần của Chiến dịch Sea Dragon.
Newport News trải qua khoảng 50 ngày tuần tra dọc theo bờ biển Bắc Việt Nam trong Chiến dịch Sea Dragon, một nỗ lực của Hải quân nhằm phá hủy các tàu tiếp vận cùng những tuyến đường tiếp tế quân sự. Trong giai đoạn này, con tàu đã tiến hành 156 cuộc tấn công nhắm vào 325 vị trí pháo phòng thủ duyên hải; sử dụng đến 7.411 quả đạn pháo. Newport News đã đánh chìm 17 tàu vận tải, làm hư hại 14 chiếc khác và phá hủy nhiều công sự và vị trí radar đối phương. Trong các hoạt động tấn công quấy rối và can thiệp, nó đã ngăn chặn những nỗ lực tái thiết của đối phương khi phá hủy cầu cống, tàu bè, xe cộ và đường sá gây hư hại nặng trên diện rộng. Nhiều lần con tàu chịu đựng hỏa lực đối phương nhưng đều phản công hiệu quả và vô hiệu hóa pháo binh đối phương.
Vào ngày 19 tháng 12 năm 1967, Newport News đã đấu pháo cùng một lúc với khoảng 20-28 khẩu đội pháo phòng thủ duyên hải dọc theo bờ biển Bắc Việt Nam. Trong trận chiến ngắn ngủi này, trên 300 quả đạn pháo đối phương đã nhắm vào chiếc tàu tuần dương, nhưng sự cơ động dưới quyền chỉ huy của Đại tá McCarty đã giúp ngăn không có phát nào trúng trực tiếp. Cuộc đối đầu này đã khiến các quan sát viên tiền phương đặt cho nó biệt danh "The Gray Ghost from the East Coast" (bóng ma xám trên bờ biển Đông), một tên lóng mà nó duy trì trog suốt ba lượt được bố trí đến Việt Nam..
Trong những tháng còn lại của đợt bố trí này, Newport News tham gia các hoạt động bắn hải pháo hỗ trợ gần vùng phi quân sự (DMZ: The Demilitarized Zone). Nhằm hỗ trợ cho lực lượng của Sư đoàn 3 Thủy quân Lục chiến trên bờ, chiếc tàu chiến đã bắn pháo liên tục suốt ngày trong những giai đoạn mà đôi khi kéo dài nhiều tuần lễ. Hoạt động gần vùng phi quân sự, Newport News thường nằm trong tầm nhìn bờ biển, và thủy thủ đoàn có thể trực tiếp chứng kiến hiệu quả các hoạt động của họ đối với mục tiêu đối phương. Tổng cộng trong đợt bố trí này, nó đã tiêu phí 59.241 quả đạn pháo, tiến hành 239 cuộc tấn công có trinh sát cùng 602 cuộc tấn công không trinh sát nhắm vào đối phương. Nó chịu đựng hỏa lực pháo phòng thủ duyên hải đối phương trong 17 dịp khác nhau, thường bị trúng mảnh đạn pháo, nhưng chưa bị trúng trực tiếp phát nào.
Newport News rời vịnh Subic vào ngày 21 tháng 4 năm 1968 và về đến cảng nhà tại Norfolk, Virginia vào ngày 13 tháng 5, ngang qua kênh đào Panama. Sau một giai đoạn đại tu trong ụ tàu, một lần nữa chiếc tàu tuần dương lại rời Norfolk vào ngày 21 tháng 11 năm 1968 cho đợt bố trí thứ hai đến Việt Nam. Hoạt động tác chiến trong lượt này bắt đầu vào ngày 25 tháng 12 năm 1968, chủ yếu nhắm vào việc bắn pháo hỗ trợ cho các sư đoàn 7 và 9 Quân đội Việt Nam Cộng Hòa tại tĩnh Vĩnh Bình (tỉnh) thuộc khu vực đồng bằng sông Cửu Long cũng như tại vùng phi quân sự. Nó đã bắn tổng cộng 18.928 quả đạn pháo trước khi rời Đà Nẵng vào ngày 3 tháng 6 năm 1969, đi ngang qua San Francisco và kênh đào Panama, và về đến cảng nhà Norfolk, Virginia vào đầu tháng 7 năm đó.
Đến tháng 5 năm 1972, Newport News quay trở lại khu vực chiến sự cho lượt hoạt động thứ ba tại Tây Thái Bình Dương. Vào ngày 1 tháng 10 năm 1972, trong khi đang hoạt động ngoài khơi vùng phi quân sự tại Việt Nam, Newport News chịu đựng một vụ nổ nòng pháo giữa của tháp pháo 8 inch số hai. Một kíp nổ phụ bị hư hại đã kích nổ thuốc phóng cháy ngay lập tức, làm thiệt mạng 29 người và bị thương 36 người khác, nòng pháo bị thổi văng ra phía trước. Khẩu pháo hư hại được tháo dỡ, và con tàu hoàn tất lượt bố trí với tháp pháo số 2 không hoạt động.
Các hoạt động tại Việt Nam được tiếp tục cho đến tháng 12 năm 1972 khi con tàu được gọi quay trở về Norfolk. Trong những năm 1973-1974 nó thực hiện các chuyến đi huấn luyện và ghé thăm nhiều cảng trên khắp thế giới, trước khi được quyết định cho ngừng hoạt động, sau một khảo sát cho thấy con tàu không còn có thể tái trang bị một cách hiệu quả. Newport News được cho ngừng hoạt động vào ngày 27 tháng 6 năm 1975. Nó được rút khỏi danh sách Đăng bạ Hải quân vào ngày 31 tháng 7 năm 1978, và bị bán cho hãng Southern Scrap Material Company, Limited, tại New Orleans, Louisiana vào ngày 25 tháng 2 năm 1993 để tháo dỡ. Là chiếc tàu tuần dương hạng nặng toàn súng lớn cuối cùng được rút khỏi phục vụ trong Hải quân Mỹ, một gian triển lãm dành cho Newport News và thủy thủ đoàn của nó được duy trì trên tàu bảo tàng USS Salem tại Quincy, Massachusetts.

## Phần thưởng
Newport News được tặng thưởng hai danh hiệu Đơn vị Tuyên dương Hải quân cùng một lần Đơn vị Tuyên dương Anh Dũng Hải quân do thành tích hoạt động trong Chiến tranh Việt Nam từ năm 1967 đến năm 1972.
|             | Bronze star               |  |
|             |                           |  |
| Bronze star | Silver star · Bronze star |  |
|             |                           |  |

| Dãi băng Hoạt động Tác chiến                                        | Đơn vị Tuyên dương Hải quân với 1 Ngôi sao Chiến trận  | Đơn vị Tuyên dương Anh dũng Hải quân                |
| Huân chương Viễn chinh Hải quân                                     | Huân chương Phục vụ Chiếm đóng Hải quân                | Huân chương Phục vụ Phòng vệ Quốc gia               |
| Huân chương Viễn chinh Lực lượng Vũ trang với 1 Ngôi sao Chiến trận | Huân chương Phục vụ Việt Nam với 6 Ngôi sao Chiến trận | Dãi băng Biệt phái Phục vụ Biển                     |
| Huân chương Anh Dũng Bội Tinh (Việt Nam Cộng Hòa)                   | Huân chương Dân vụ Bội tinh (Việt Nam Cộng Hòa)        | Huân chương Chiến dịch Bội tinh (Việt Nam Cộng Hòa) |